# 117 Eskadra IAF
117 Eskadra (hebr. Ha’Silon Ha’Rishona, dosł. „Pierwszy Odrzutowiec”) – myśliwska eskadra Sił Powietrznych Izraela, bazująca w Ramat Dawid w Izraelu.

## Historia
Eskadra została sformowana 7 czerwca 1953 i otrzymała początkowo 4 samoloty myśliwskie w wersji treningowej Gloster Meteor T.7, do których 21 sierpnia 1953 dołączyło 11 myśliwców Meteor F.8. Eskadra bazowała w bazie lotniczej Ramat Dawid.
1 września 1955 odrzutowce Meteor przeprowadziły swoją pierwszą akcję bojową, zestrzeliwując nad pustynią Negew 2 egipskie myśliwce Vampire. Latem 1956 roku 117 Eskadra przyjęła rolę eskadry szkoleniowej, a jej samoloty otrzymały odmienne malowanie charakterystyczne dla samolotów treningowych. Jednak przygotowania do kampanii sueskiej w październiku 1956 zmusiły dowództwo sił powietrznych do przywrócenia eskadry do misji bojowych. Podczas tej wojny 117 Eskadra pełniła zadania eskortowania samolotów transportowych C-47. Samoloty przeprowadziły także wiele ataków na cele lądowe, nie ponosząc żadnych strat.
11 lutego 1962 chwilowo rozwiązano 117 Eskadrę, a samoloty przeniesiono do 110 Eskadry. W kwietniu 1962 eskadra została zmodernizowana i wyposażona w 20 samolotów myśliwskich Mirage IIICJ. Podczas wojny sześciodniowej w 1967 eskadra odniosła 17 zwycięstw powietrznych tracąc zaledwie 3 własne samoloty. Podczas wojny na wyczerpanie w latach 1968–1970 eskadra odniosła kolejnych 27 zwycięstw powietrznych.
W maju 1971 rozpoczęto proces powolnego zastępowania Mirage izraelskimi samolotami myśliwsko-bombowymi Nesher. Wzięły one udział w wojnie Jom Kipur w 1973 odnosząc razem z Mirage olbrzymią liczbę 62 zwycięstw powietrznych.
2 lipca 1980 eskadra zaczęła używać 25 samoloty wielozadaniowe F-16A/B. W czerwcu 1981 osiem samolotów F-16 ze 117 Eskadry wzięło udział w zbombardowaniu i zniszczeniu irackiego reaktora jądrowego w Osirak. Podczas wojny libańskiej myśliwce F-16 zestrzeliły 3 syryjskie samoloty.
W 1987 maszyny F-16A/B zastąpiono 24 samolotami F-16C/D. Począwszy od 2005 eskadra używa jedynie maszyn F-16C. Podczas II wojny libańskiej w 2006 samoloty 117 Eskadry wzięły udział w bombardowaniu celów Hezbollahu w południowym Libanie.

## Wyposażenie
Na wyposażeniu 117 Eskadry znajdują się następujące samoloty:
- samoloty wielozadaniowe F-16C.